# Naoki Yasuzaki
Naoki Yasuzaki –en japonés, 安崎直幹, Yasuzaki Naoki– (1 de agosto de 1969) es un deportista japonés que compitió en salto en esquí. Ganó una medalla de bronce en el Campeonato Mundial de Esquí Nórdico de 1995, en la prueba de trampolín grande por equipo.

## Palmarés internacional
| Campeonato Mundial | Campeonato Mundial   | Campeonato Mundial | Campeonato Mundial |
| Año                | Lugar                | Medalla            | Prueba             |
| ------------------ | -------------------- | ------------------ | ------------------ |
| 1995               | Thunder Bay (Canadá) | Medalla de bronce  | TG por equipos     |